# Отрада (парк)
«Отра́да» — парк в Москве. Расположен в СВАО Москвы на территории долины реки Лихоборки в районе Отрадное рядом с Алтуфьевским шоссе (простирается узкой полосой до Владыкинского метромоста. Ближайшие станции метро — «Отрадное», «Владыкино». К северу от парка находятся жилые дома, к югу — промзона «Владыкино». Площадь — около 12 га.

## Название
Назван по району, на территории которого расположен.

## История
Парк был организован на берегах Лихоборки в 2005—2006 году. Небольшой отрезок речной долины очистили, сделали дорожки с настилами из досок и вымощенные камнями-окатышами, оборудовали несколько площадок для отдыха, оформленных деревянными конструкциями, через реку были перекинуты пешеходные мостики. Тут же расположен скейт-парк.

## Достопримечательности
В парке на обоих берегах реки Лихоборки расположены строения Духовно-просветительского комплекса российских традиционных религий. Есть родник с не питьевой водой. Плавает много уток. На входе в парк от Алтуфьевского шоссе построены Лихоборские ворота. На берегах есть беседки, организованы места для отдыха, оборудованные мангалами. Через реку перекинуто несколько деревянных мостиков. Для удобства прогулок имеются лестницы для спуска в долину речки. Дорожки вымощены камнем и освещены фонарями.